# Maine penny
Il Maine penny è un penny d'argento norvegese che è stato coniato durante il regno di Olaf Kyrre. Fu trovato nel 1957 in un vecchio insediamento nativo americano nel grande sito archeologico di Goddard a Naskeag Point, Brooklin (Maine) nella Penobscot Bay. La moneta è una dei pochi manufatti nordici pre-colombiani trovati negli Stati Uniti d'America.

## Descrizione
Inizialmente si pensava che la moneta fosse un penny inglese del XII secolo. Nel 1978 degli esperti londinesi iniziarono a sospettare che fosse invece norvegese. Il Dr. Kolbjorn Skaare fu persuaso ad analizzarla e scoprì che essa venne coniata tra il 1065 e il 1080, più di 50 anni dopo l'ultimo dei viaggi a Vinland noti dalle saghe: ciò indica che più tardi ci sarebbe stato un ulteriore contatto tra i popoli nordici e il Nord America. Il sito di Goddard è datato 1180-1235, e il popolo che viveva lì a quel tempo è generalmente considerato antenato dei Penobscot.
Il Dr. Skaare si pose il problema se il penny fosse stato aggiunto falsamente in quel sito. Le scoperte portano a pensare che probabilmente non è una falsa scoperta, dato che era una moneta molto rara,  e monete più comuni dell'era di Leif Ericson sarebbero state più reperibili e meno costose da piazzare nel sito. La moneta è rimasta in un museo per 21 anni prima di essere identificata per evitare discussioni riguardo a qualsiasi coinvolgimento fraudolento degli scopritori.
In alcune relazioni è stato descritto che quando il penny è stato trovato aveva una perforazione che poteva indicare che era stato usato come ciondolo. Più avanti, è stato dichiarato che questa porzione della moneta era stata ridotta in polvere dagli effetti della corrosione.
Poiché è stato rinvenuto  in un sito costiero, il penny potrebbe essere ritenuto una prova che i Vichinghi viaggiarono davvero ancora più a sud e che la moneta potrebbe essere stata smarrita o usata per commerciare in quel luogo. Comunque, la maggior parte dei ricercatori la pensa in modo diverso: infatti il penny è il solo manufatto nordico trovato nel sito di Goddard e ci sono delle prove che dimostrano che questo sito era centro di una grande rete commerciale. Ad esempio, un manufatto identificato molto probabilmente come una selce eschimese è stato recuperato dallo stesso sito. Il penny probabilmente è arrivato nel Maine attraverso canali commerciali indigeni dal Labrador o da Terranova. La moneta può essere originariamente stata scambiata lì con i Vichinghi, o altrimenti rubata o scoperta in un accampamento.